# پارک ژوراسیک (بازی ویدئویی)
پارک ژوراسیک (به انگلیسی: Jurassic Park) یک بازی ویدئویی است که در سبک ماجراجویی گرافیکی توسط تل‌تیل گیمز ساخته و منتشر شده است. این بازی در سال ۲۰۱۱ با موتور ابزار تل‌تیل مخصوص شرکت سازنده ساخته شده است. کار آهنگ‌سازی این بازی نیز بر عهدهٔ جارد امرسون-جانسون بوده است. این بازی شامل چهار فصل است که فصل اول آن در آوریل ۲۰۱۱ و هم چنین براساس مجموعه فیلم و کتاب‌های پارک ژوراسیک منتشر شده است. در حال حاضر این بازی بر روی ایکس‌باکس ۳۶۰، ویندوز، پلی‌استیشن ۳، اواس ده و آی‌اواس ساخته شده است.